# Ernst Gotthilf
Ernst Gotthilf sau Ernst Donath von Gotthilf-Miskolczy  (n. 1 octombrie 1865, Timișoara, Imperiul Austriac – d. 17 septembrie 1950, Oxford, Anglia, Regatul Unit) a fost un arhitect austriac și englez, evreu originar din Banat.

## Biografia

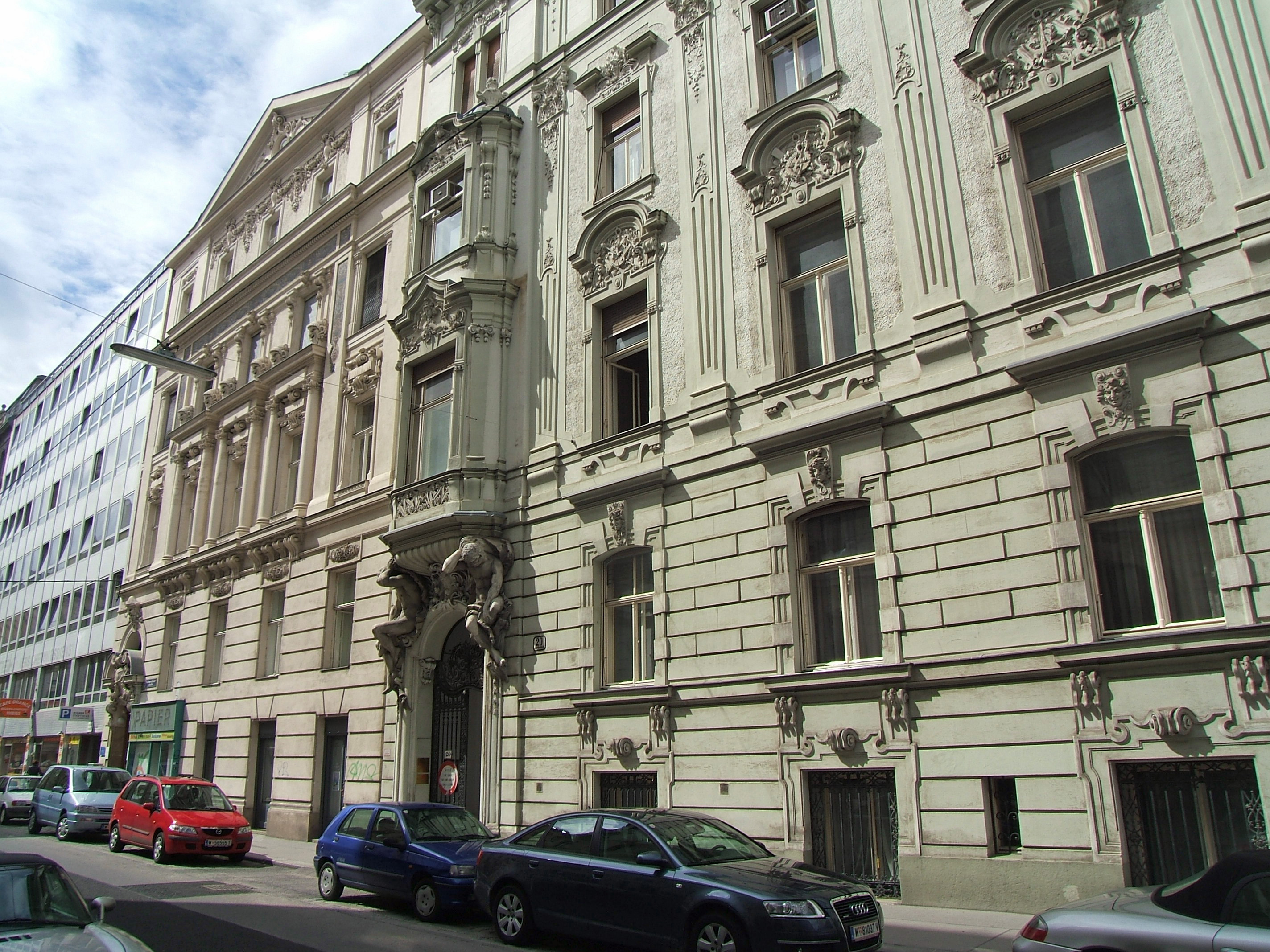
Palatul Lanna din Viena, Wieden, Argentinierstraße 20, 1895

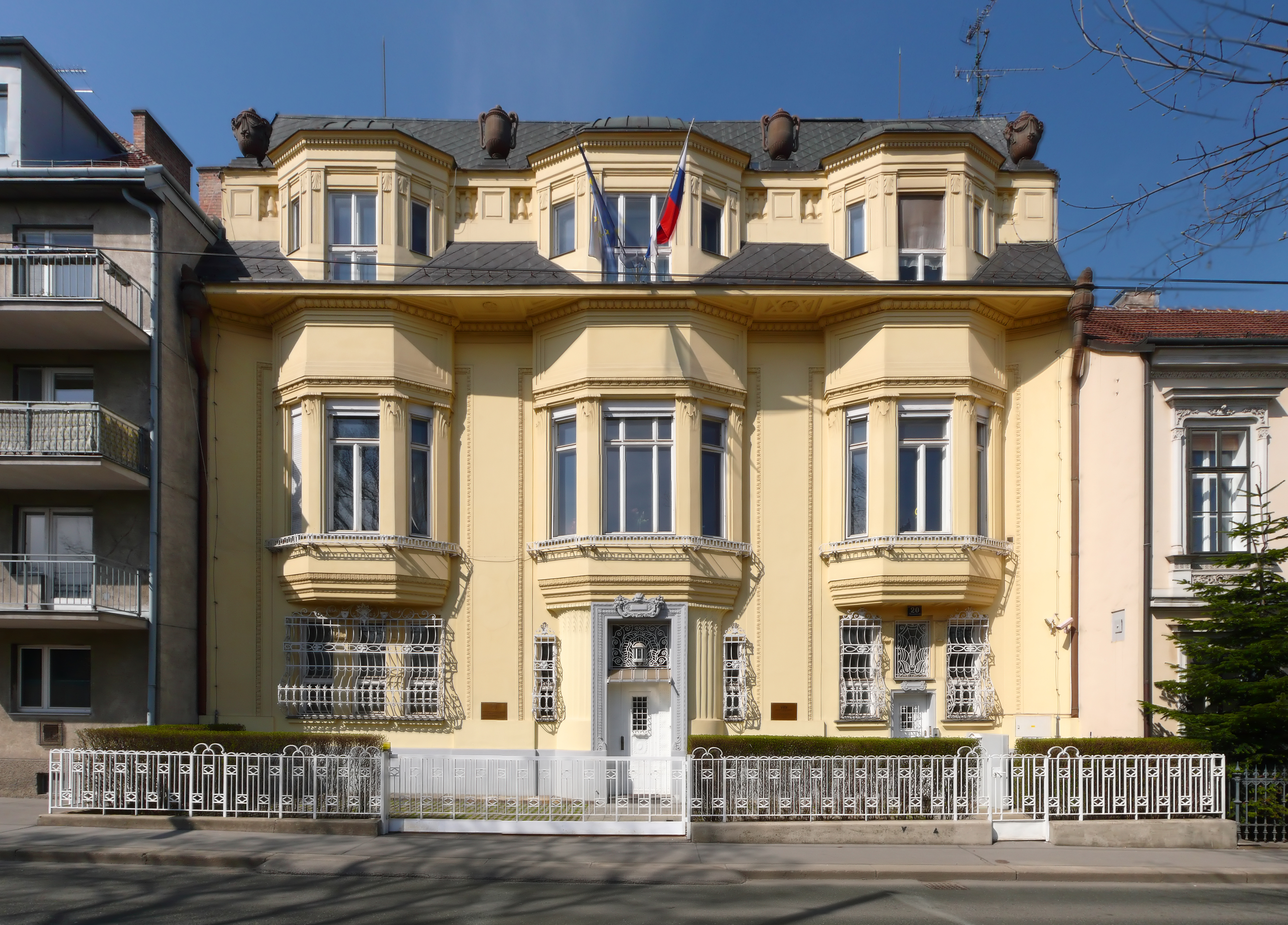
Vila Siegfried Trebitsch din Viena, 1907-1908

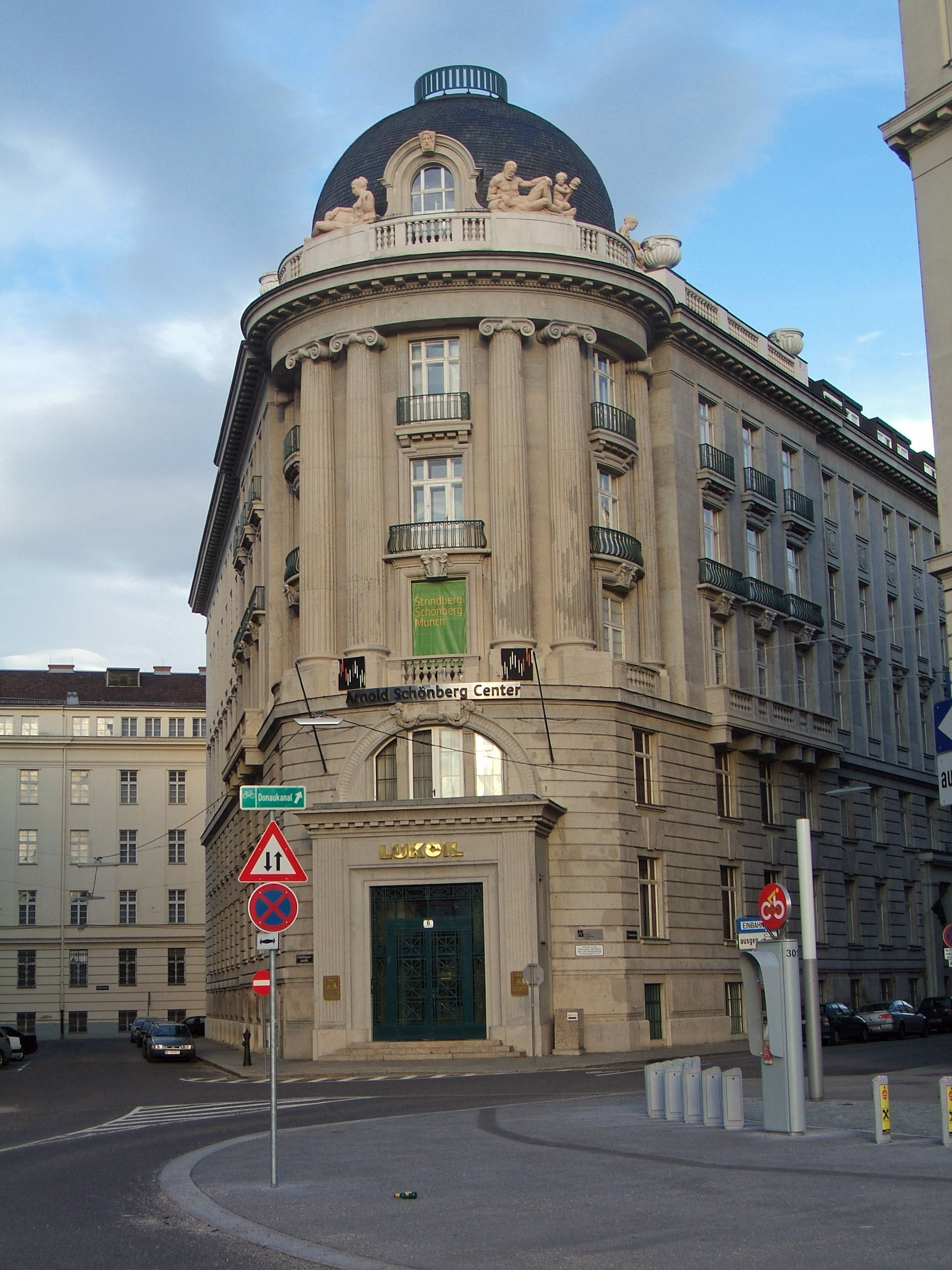
Palatul Fanto în Schwarzenberg din Viena, 1917-1918, în prezent găzduiește Centrul Arnold Schönberg

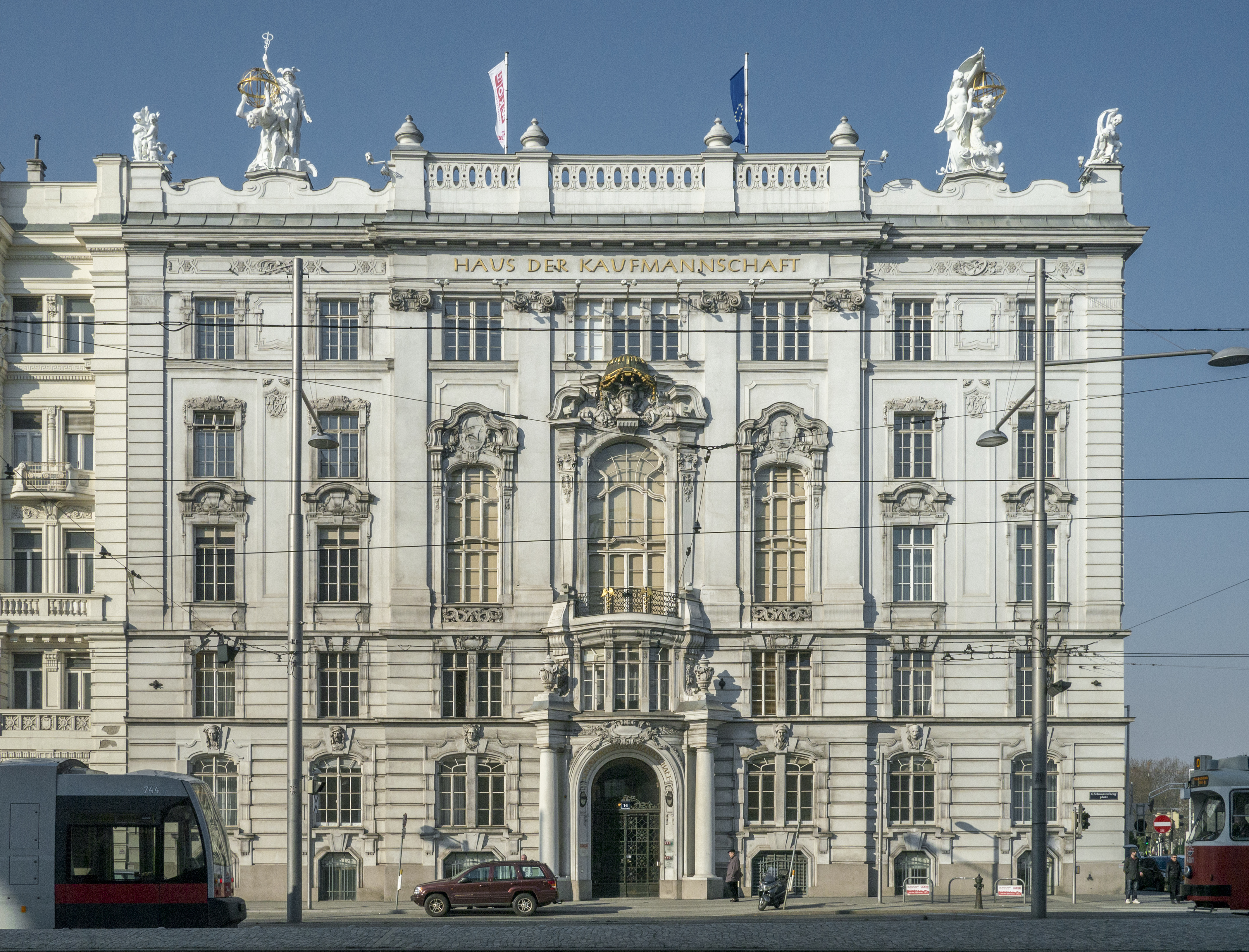
Casa Comercianților din Viena, Piața Schwarzenberg 14, 1903

Ernst Gotthilf s-a născut în 1865 la Timișoara, pe atunci în Imperiul Austriac, ca fiu al unor evrei cu stare din localitate. Tatăl, Eduard Gotthilf de Miskolcz era un industriaș, proprietarul unei fabrici de cherestea din Timișoara, înnobilat de împăratul Austro-Ungariei în 1885, iar mama se numea Josefine, născută Stern. Ernst Gotthilf a învățat arhitectura mai întâi la Politehnica din Zürich, unde a fost elevul lui Alfred Friedrich Bluntschli (1842-1930), apoi, cu Karl König, la Technische Hochschule din Viena (azi Technische Universität) și ca elev al lui Karl von Hasenauer, la Academia de Artă din Viena. Dupa terminarea studiilor el a făcut un stagiu între anii 1891-1892 la Biroul de arhitecți Helmer și Fellner din capitala Austriei, apoi, la 27 ani, în 1892, și-a deschis propriul său birou de arhitectură.
La început a proiectat mai ales blocuri de apartamente, case de locuit și magazine. S-a făcut cunoscut, printre altele, prin proiectul clădirii Comitetului Comercianților din Viena și sanatoriul acestuia de pe Peter-Jordan-Straße. Monumentalul Orfelinat Gisella din Timișoara (astăzi Facultatea de chimie, biologie și geografie) a fost construit în anul 1901 pe baza planurilor elaborate în mod gratuit de către arhitectul Gotthilf. 
În 1909 a întemeiat un birou de arhitectură împreună cu Alexander Neumann (1861-1947), birou care a devenit unul din cele mai însemnate din Viena.
În afara de constructia de vile, reședințe și palate, biroul a devenit specializat în construcția de bănci. El a continuat să fie activ și în toți anii Primului Război Mondial. După sfârșitul conflagrației și destrămarea Imperiului Austro-Ungar, compania sa a fost lovită financiar de pierderea unor clienți importanți. 
Gotthilf a fost membru al Asociației artiștilor plastici din Viena (1893) al Asociației inginerilor și arhitecților din Austria (1896), al Asociației comerciale din Austria inferioară, membru fondator al  Werkbund-ului din Austria (1913), membru al Clubului arhitecților în cadrul Asociației artiștilor plastici din Viena.
În 1938 Anschlussul - anexarea Austriei la Germania nazistă - l-a silit pe Gotthilf să părăsească Austria și să se stabilească la Oxford în Anglia, unde a murit în anul 1950.

## Viața privată
Ernst Gotthilf a fost căsătorit cu Elisabeth (Else Henne), fiica inginerului șef al orașului Viena,Donath Zifferer (1845-1909). Ea a murit în Anglia în 1965.
Au avut doi copii: Stephan Eduard Glanville și Lotte Charlotte Maria, căsătorită Czigler de Egerszalók.

## Diverse
Ernst Gotthilf a fost posesorul unei colecții de artă. Obiecte de artă jefuite din colecția sa au ajuns sub regimul nazist în alte colecții, printre altele prin intermediul casei de licitații Weinmüller. Așa s-a întâmplat, de pildă, cu tabloul „Fata cu pălărie de paie” de Friedrich von Amerling (1803-1887), vândut prin licitație Galeriei Belvedere din Viena, și care a fost restituit urmașilor lui Gotthilf în anul 2007. În anul 2008 tabloul a fost cumpărat de prințul de Liechtenstein, Hans Adam al II-lea cu 1,500,000 euro și donat Muzeului Dorotheum din Viena. În 2012, urmașilor lui Gotthilf li s-a restituit o pictură de Waldmüller, care ajunsese la Muzeul din Oldenburg.

## Premii și onoruri
- Medalia Füger de aur
- 1908 - Consilier guvernamental în domeniul construcțiilor (Baurat) (1908), din 1918 Consilier superior guvernamental (Oberbaurat)
- 1913 - Ordinul Franz Joseph cu crucea de cavaler
- 1914 - Expert al tribunalelor provinciale și comerciale
- 1919 - Membru de onoare al Asociației centrale a arhitecților din Austria (membru - din 1907, un timp vicepreședinte)
- 1923 - Profesor

## Selecție de clădiri și obiective proiectate

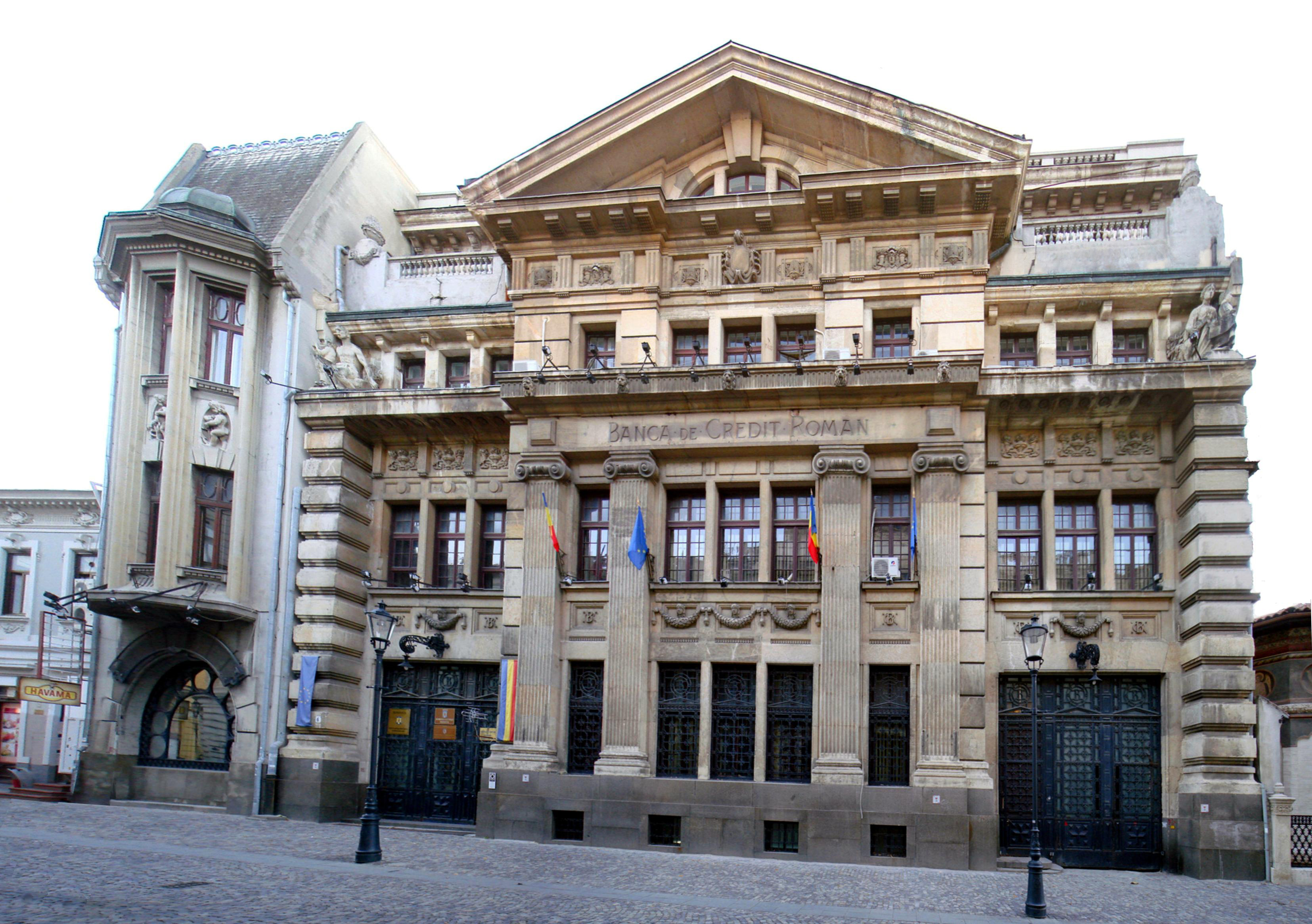
Banca de Credit Român din București, pe strada Stavropoleos 6-8, 1911-1913, proiectată de Oscar Maugsch și Ernst Gotthilf

- 1893 - Casa a 4-a cu apartamente de închiriat pe Favoritenstraße 62, decorată în stil neomanieristic; frapează un portal arcuit segmentar cu grilă decorativă de fier
- 1895 - Palatul Lanna pe Argentinierstraße 20 la Viena, Wieden, în stil neobaroc
- 1896 - casa de pe Argentinierstraße 20 Viena, Wieden,
- 1898-1899 - Noua versiune a fațadei clădirii Sofiensäle din Viena (Maexergasse 17, Landstraße), în stil Secession
- 1900 - Monumentul funerar al ziaristului Ferdinand Groß la Cimitirul Central din Viena
- 1901 - Orfelinatul „Sfânta Gisella” din Timișoara (inaugurat la 15 august 1901) în cartierul Fabric, pe actuala stradă Pestalozzi, în prezent Facultatea de chimie, biologie, și geografie
- 1902 - casa de pe Preßgasse 1-3 din Viena
- 1902 - Căminul pentru familii fără adăpost pe Universumstraße 62, Brigittenau - împreună cu Donath Zifferer; a fost  donat de președintele comunității israelite din Viena, Wilhelm vom Gutmann și de Banca Rotschild, și inaugurat la 18 octombrie 1902 de către primarul Vienei, Karl Lueger[3]
- 1903 - Casa Comercianților din Viena în  Schwarzenbergplatz 14, Wieden
- 1904 - Casa Fundației a Comitetului Comercianților din Viena, Krugerstraße 3, Innere Stadt (Viena)
- 1905 - Farmacia  „Apotheke zur Mutter Gottes”  Gudrunstraße  150, Viena-Favoriten
- 1906 - Casa Companiei „Basler Versicherung”  Lothringerstraße 16, Viena-Innere Stadt
- 1906 - Secția femei a Sanatoriului Löw, cu încorporarea și adaptarea casei adiacente, Mariannengasse 18–20 Viena, Alsergrund
- 1907-1908 - Vila Siegfried Trebitsch, Maxingstraße 20, construcția: Hugo Schuster
- 1908 - Casa administrației Universității de agronomie, (azi Universitatea de Resurse Naturale și Științe Biologice),Gregor-Mendel-Straße 33, Viena, Währing)
- 1908-1910 - Sanatoriul Comercianților din Viena, Peter-Jordan-Straße 82, Viena, Döbling], în prezent - Casa Wilhelm Exner a Universității de Resurse  Naturale și de Științe Biologice
- 1909 - Castelul din Kierling, Kierlingerstraße 87, Klosterneuburg)
- 1909-1912 - Banca „Wiener Bankverein”,  Schottengasse  6–8, Viena, Innere Stadt, împreună cu Alexander Neumann,
- 1912 - Căminul pentru familii fără adăpost, Wiesberggasse 13, Viena-Ottakring
- 1912-1914 - Clădirea de birouri Anker-Hof, în Hoher Markt  10–11, Viena, Innere Stadt, împreună cu Alexander Neumann
- 1913-1915 - Banca Länderbank, Am Hof  2, Viena, Innere Stadt,împreună cu  Alexander Neumann, una din primele clădiri în stil neoclasic poreclită „Perla Vienei”, lift istoric cu lambriuri de lemn și încrustături de sidef, pavimente de marmoră, cu rezalit cu fronton triunghiular, fațadă de cărămizi de var și nisip etc - în prezent Hotelul Park Hyatt din Viena[4]
- 1914–1921 - Banca „Österreichische Creditanstalt für Handel und Gewerbe”, Renngasse 2, Viena,Innere Stadt, în prezent: Bank Austria Kunstforum
- 1915 - Banca „Wiener Bankverein”  în Hauptplatz 14, Graz), împreună cu  Alexander Neumann
- 1916 - Miethausgruppe în Schwarzenbergplatz 7–8, Viena-Landstraße, împreună cu  Alexander Neumann
- 1917–1918 - Palatul Fanto în Schwarzenbergplatz 6, Viena-Landstraße,împreună cu  Alexander Neumann, ulterior sediul Monopolului austriac al băuturilor spirtoase, în prezent Centrul Arnold Schönberg)
- 1922 - Birourile băncii Österreichische Creditanstalt für Handel und Gewerbe, în Kaiserfeldgasse 5, Graz
- 1930-1932 - Banca de discont și credit din Praga 1 - Na příkopě 33, 35, Staré Město, palat in stil neoclasic, în prezent sediul Băncii Comerciale din Praga, împreună cu Karl Jaray, Josef Sakař, Rudolf Hildebrand, Alexander Neumann

Lui Gotthilf i se mai datorează clădiri de bănci la Budapesta, București - Banca de Credit Român pe strada Stavropoleos 6-8, în stil neoclasic cu elemente secesioniste (împreună cu Oskar Maugsch, 1911-1913)și Sarajevo, Zentralhotel din Baden lîngă Viena, sediul Primăriei din Hodonín, Moravia etc